# Dalaqui
Dalaqui (em persa: دالكي; romaniz.: Dalaki) é uma cidade iraniana da província de Buxer, no condado de Dastestão, no distrito central. Segundo censo de 2016, havia 6 436 habitantes.